# Hintonella mexicana
Hintonella mexicana – gatunek roślin z monotypowego rodzaju Hintonella z rodziny storczykowatych (Orchidaceae). Rośliny występują w Ameryce Północnej w południowo-zachodnim i centralnym Meksyku.

## Systematyka
Gatunek sklasyfikowany do podplemienia Oncidiinae w plemieniu Cymbidieae, podrodzina epidendronowe (Epidendroideae), rodzina storczykowate (Orchidaceae), rząd szparagowce (Asparagales) w obrębie roślin jednoliściennych.